# هرمان مول
هرمان مول (انگلیسی: Herman Moll; ۱ ژانویهٔ ۱۶۵۴ – ۲۲ سپتامبر ۱۷۳۲) قلم‌زن، و ناشر اهل پادشاهی بریتانیای کبیر بود.محل دقیق تولد مول مشخص نیست.او در سال 1678 به انگلستان نقل مکان کرد و یک فروشگاه کتاب و نقشه در لندن افتتاح کرد.با توجه به کار مهم مول در نقشه‌نگاری در سرزمین های هلندی و این واقعیت که او در اواخر سال‌های زندگی خود به نمایندگی از هلند سفری را انجام داده است ، فرض بر این است که اصالتا او اهل آمستردام یا روتردام باشد. نام "مول" نه تنها در هلند بلکه در منطقه آلمانی نشین نیز وجود دارد که ممکن است منشا آلمانی او را نشان دهد.

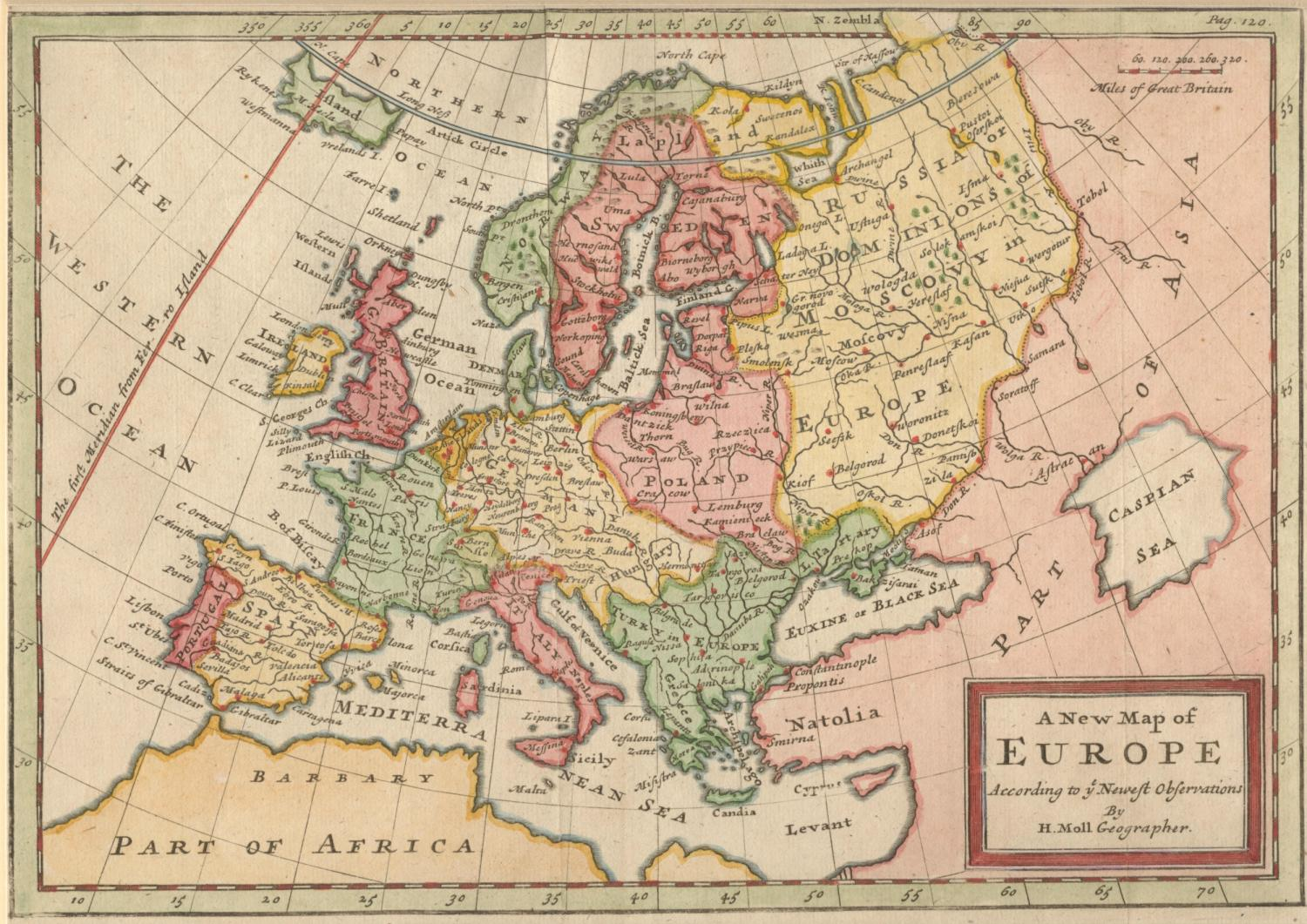
نقشه جدید اروپا بر اساس جدیدترین مشاهدات (۱۷۲۱)

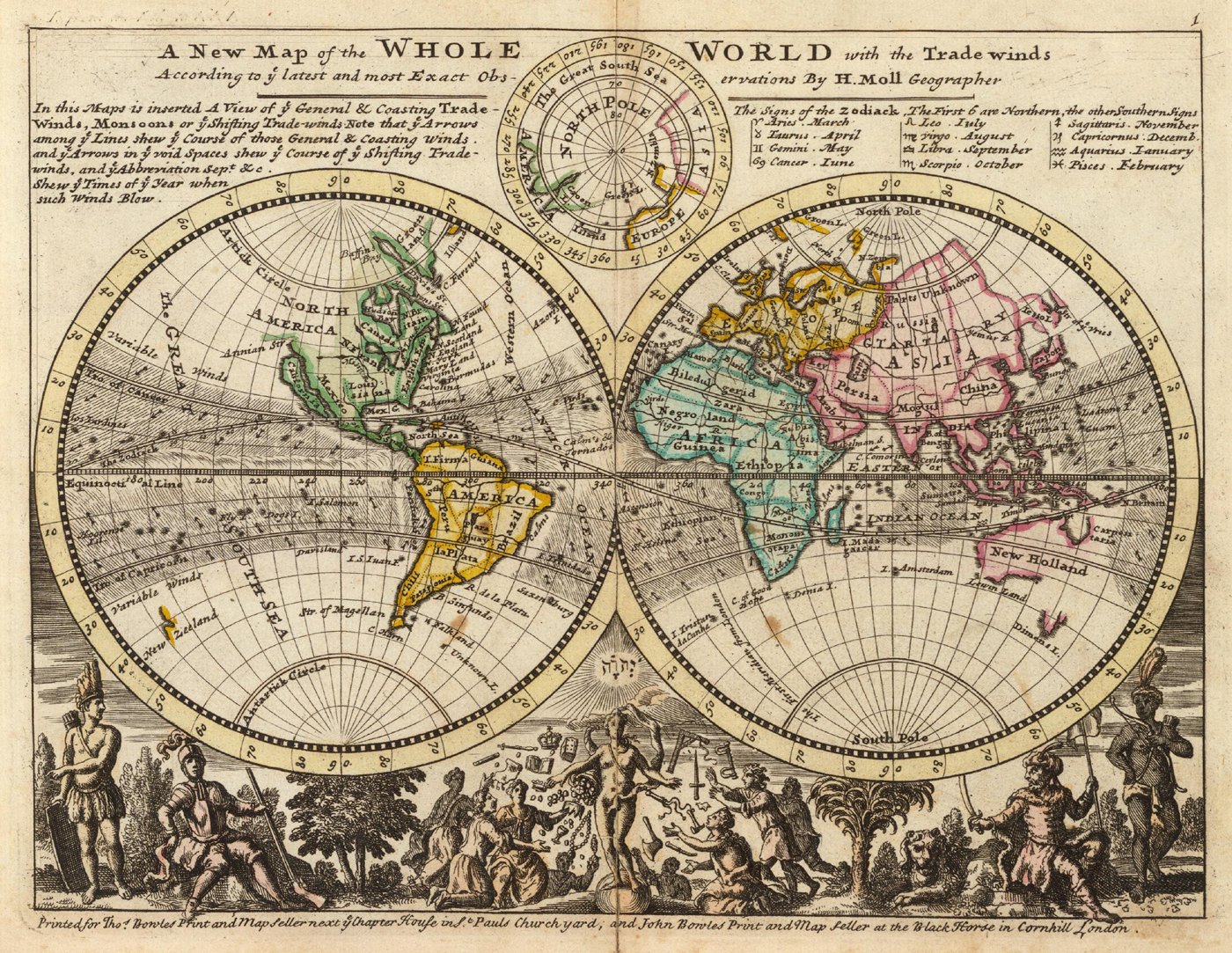
نقشه جدیدی از کل جهان با بادهای تجاری (۱۷۳۶)

## کار نقشه کشی
مول اولین نقشه‌های خود را با مطالعه کار نقشه‌بردارانی مانند جان سنکس و امانوئل بوون تهیه کرد.در دهه ۱۶۹۰، مول عمدتاً به عنوان حکاکی برای کریستوفر براون، رابرت موردن و لیا کار می کرد، که در تجارت آنها نیز شرکت داشت. در این مدت او همچنین اولین اثر مستقل مهم خود را به نام اصطلاحنامه جغرافیایی منتشر کرد. موفقیت این کار احتمالاً بر تصمیم او برای انتشار نقشه های خود تأثیر گذاشته است.
در سال‌های بعد، او چندین جلد از جمله پنجاه و شش نقشه جدید و دقیق از بریتانیای کبیر، کتابی از نقشه‌های جزایر بریتانیا منتشر کرد.مول در ۲۲ سپتامبر ۱۷۳۲ درگذشت.

## نگارخانه

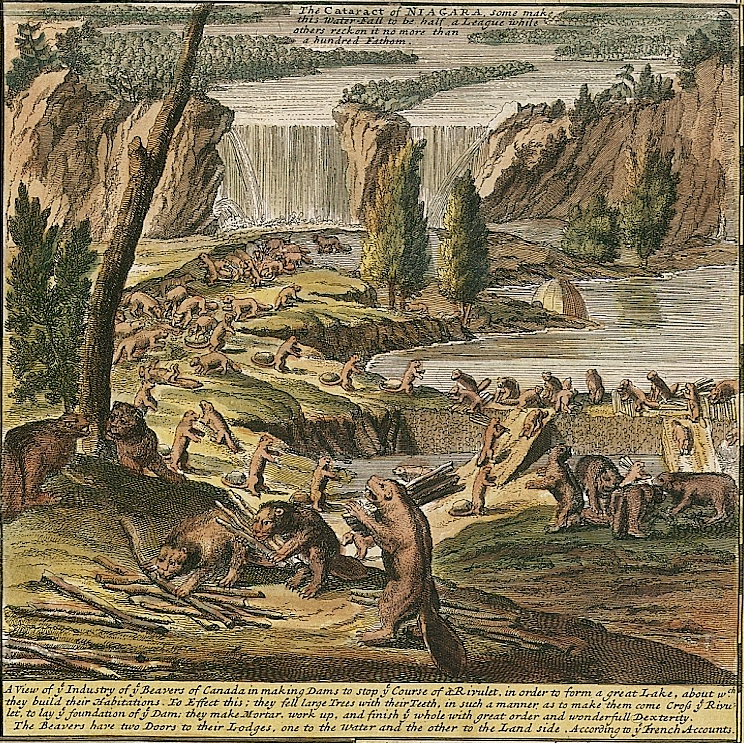
Inset of Moll's so-called Beaver Map from The World Described, a scene he copied from a map by Nicolas de Fer
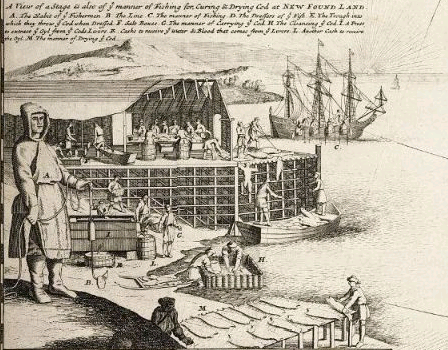
Inset of Moll's so-called Codfish Map from The World Described
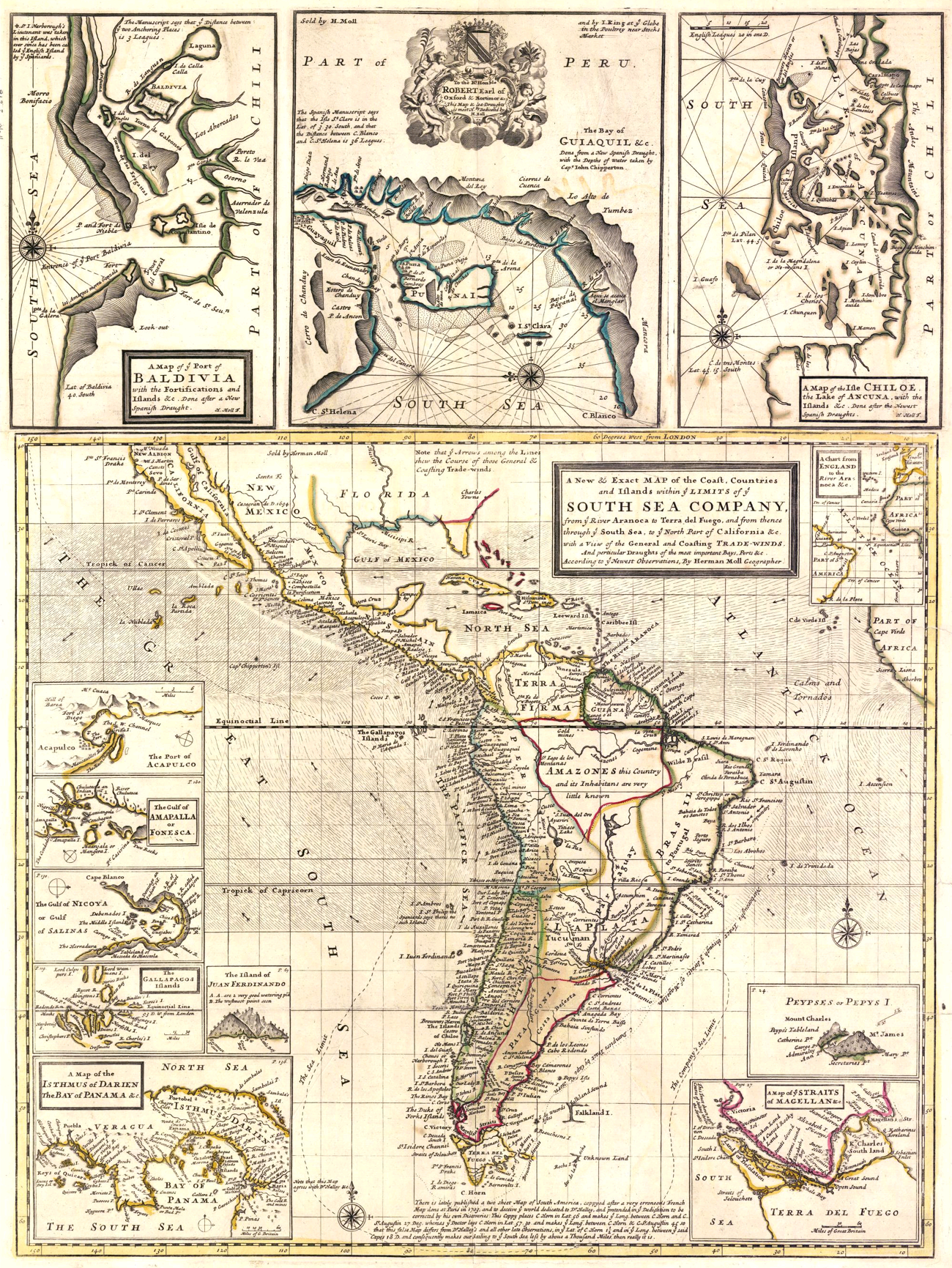
Moll's A New & Exact Map of the Coast, Countries and Islands within ye Limits of ye South Sea Company London 1711 (1720)